# هوس مايا
هوس مايا (بالهندية: Beyhadh) هو مسلسل هندي مدبلج للغة العربية عرض على قناة إم بي سي بوليوود.

## قصة المسلسل
تدور القصة حول ثلاث شخصيات رئيسية هي مايا ميهروترا وأرجون شارما وسانج ماثور.
مايا ميهروترا هي صاحبة مجلة الموضة والمدينة، وهي شابة جميلة وامرأة بارعة لكنها متسلطة، غريبة الأطوار في سلوكها، مرت بطفولة مضطربة مع والدها السيئ أشوين ميهروترا. ومع ذلك، لا تزال مايا قريبة من والدتها جانفي ميهروترا التي تعيش معها. أرجون شارما هو مصور ناشئ مرح وسيم يعمل مع مايا. صديقته المقربة منذ الطفولة المحامية سانج ماثور، تحب أرجون لكنها تتردد في التعبير عن مشاعرها بينما يعتبرها أرجون أفضل صديق له.
شغل سلوك أرجون المريح مايا في بعض الأحيان لكن أحبته عندما كان ينقذها كلما واجهت مشاكل في الحياة ووالدها الذي يسيء معاملتها. وقعت في حب أرجون، ثم تقدمت له. صُدم أرجون من اقتراحها المفاجئ، فوجد وقتًا للرد. سرعان ما تغيرت حياة أرجون ومايا وسانج بشكل جذري.

## طاقم
أبطال المسلسل (أصوات الدبلجة العربية من قبل شركة ايمدج برودكشن هاوس):
- قامت بتأدية دور مايا في المسلسل (جينيفر ونجت) (مؤدي الصوت العربي: ميس ضوا).
- أرجون شارما (كوشال تاندون) مصور فوتوغرافي بارع كوشال تاندون. (مؤدي الصوت العربي: خالد أبوبكر).
- (سانجيه ماثور): الصديقة المقربة لأرجون والتي هي بدورها تقع في حب أرجون بصورة جنونية وتعمل كمحامية تحت التمرين، ورغم أنها صديقة أرجون المقربة، إلا أن أحداث المسلسل تبين كم هي تحب أرجون أكثر من الصداقة كما هو الحب بين الحبيب والحبيبة وتتمنى أن يبادلها نفس الشعور أنيري فاجاني. (مؤدي الصوت العربي: غريس الاحمر).
- (فاندنا شارما): زوجة أب أرجون، وهي تلك التي تحب أرجون وتعامله دون ضرر مثل أبنها، ورغم ذلك فهو لا يحبها ولكن بتتابع الحلقات سوف يكتشف حبها له ويبادله الحب نفسه حتى يجد نفسه أنها يعاملها كأمه سواتي شاه. (مؤدي الصوت العربي: وفاء ياسين).
- (أيان شارما): أخ أرجون من زوجة أبيه، والذي تربطهم علاقة جيدة سوميت بهاردواج.[1] (مؤدي الصوت العربي: أديب رزوق).
- (اشوين ماثور): والد مايا، وهو على عداوة دائمة مع مايا وكان يعاملها أسوأ معاملة في صغرها حيث كان يضربها ويحبسها في غرف مظلمة مما سبب لها خوفاً فظيعاً في كبرها حتى ساعدها (أرجون) في الخلاص من ذلك الماضي المخيف راجيش خطار. (مؤدي الصوت العربي: عبد الله جواله).
- (جانفي~ مالهوترا): والدة مايا كافيتا غاي. (مؤدي الصوت العربي: رينا شاهين).

## روابط خارجية
- هوس مايا على موقع IMDb (الإنجليزية)
- هوس مايا على موقع كينوبويسك (الروسية)
- هوس مايا على موقع قاعدة بيانات الفيلم (الإنجليزية)